# Lago Amadeus
Il lago Amadeus è un esteso lago salato sito nell'area di Uluṟu (o Ayers Rock), nell'estremità sud-occidentale della provincia australiana del Territorio del Nord.

## Descrizione
Il lago è lungo circa 180 km e largo circa 10 km, ciò che lo rende il più grande lago salato del Territorio del Nord. Contiene sino a 600 milioni di tonnellate di sale, il cui sfruttamento non è mai iniziato, a causa della distanza dalle aree colonizzate.
A causa dell'aridità dell'area, il lago è di solito totalmente secco. Quando le piogge sono sufficienti a colmarlo diventa parte di un sistema fluviale verso est che lo connette al Finke River.

## Onomaturgia
Venne scoperto dall'esploratore Ernest Giles, che, inizialmente, lo dedicò al proprio benefattore, barone Ferdinand von Mueller, con l'eponimo di lago Ferdinando. Lo stesso Mueller, tuttavia, volle rinunciare, per dedicare la nuova scoperta a Amedeo di Savoia, il duca d'Aosta e (per un breve periodo) re di Spagna, per ringraziarlo di precedenti favori.